# آلگان (میشیگان)
آلگان، میشیگان (به انگلیسی: Allegan, Michigan) یک شهر در ایالات متحده آمریکا با جمعیت ۴٬۹۹۸ نفر است که در میشیگان واقع شده‌است.

## موقعیت جغرافیایی
موقعیت جغرافیایی شهرها و مناطق اطراف به شرح زیر است: